# Will Thomas
William Benson "Will" Thomas (Baltimore, Maryland, 1 de julio de 1986) es un exbaloncestista estadounidense que mide 203 cm y cuya posición en la cancha era la de ala-pívot.

## Trayectoria

### Universidad
Como titular en su segundo año, Thomas fue parte del equipo de los George Mason Patriots de la Final Four 2005-06. Durante su carrera universitaria, Thomas fue nombrado por el segundo equipo de la Colonial Athletic Association All-CAA's en 2007 y el primer equipo en 2008. Fue incluido en el equipo defensivo de la CAA durante tres temporadas consecutivas.
En su último año, fue subcampeón tanto para la elección de Jugador del Año como Jugador Defensivo del Año de la CAA.

#### Récords
Es el octavo máximo anotador de George Mason University de todos los tiempos con 1.564, el tercer reboteador con 993 rebotes y tiene la mayor cantidad de partidos jugados en la historia del equipo con 131.

### Profesional
Disputó la Final Four 2006 de la NCAA con la Universidad George Mason. Después de graduarse de la Universidad George Mason en la primavera de 2008, Thomas fue elegido para formar parte del Washington Wizards liga de verano roster, siendo cortado del equipo para firmar poco después por el Belgacom Liege Basket con el que se erigió Campeón de la Supercopa de Bélgica siendo a su vez, Subcampeón de la Liga. Tras eso fue traspasado al BC Oostende.
En la temporada 2010-11, fue Subcampeón de la Copa de Bélgica jugando en el mencionado BC Oostende.
Para la temporada 2011-12, firmó un contrato con BC Armia de Georgia, donde ganó la Copa de Georgia.
En julio de 2012 firma con el Pinar Karşıyaka de la Liga de Baloncesto turca donde logró ser Finalista de la EuroChallenge en la temporada 2012-13.
El 26 de agosto de 2013, firmó un contrato con el equipo de baloncesto Felice Scandone Basket Avellino de la liga italiana.
En verano de 2014 fichó por el Unicaja Málaga de la Liga ACB española.
En verano de 2016 fichó por el Valencia Basket de la Liga ACB española siendo años muy productivos formando parte de varios de los éxitos del equipo taronja en los campeonatos venideros. Se proclama Campeón de la Liga Endesa con el Valencia Basket en la temporada 2016/17, para posteriormente ganar la Supercopa Endesa en la temporada 2017/18 y alzarse con el título de Campeón de la Eurocup con el Valencia Basket en la temporada 2018/19
Tras tres temporadas en Valencia, en agosto de 2019 firmó por el Zenit de San Petersburgo ruso.
El 13 de septiembre de 2021, firma con el AS Monaco Basket francés de la LNB Pro A.
El 15 de julio de 2022 se anuncia su regreso después de 6 temporadas al Unicaja de Málaga de la Liga ACB española para cerrar su exitosa carrera deportiva con otros dos títulos para su palmarés personal, gana la Copa del Rey con Unicaja en Badalona'23 y se proclama Campeón de la Basketball Champions League en Belgrado'24.